# 阿瓜杜尔塞
阿瓜杜尔塞，是西班牙安达卢西亚自治区塞维利亚省的一个市镇。 总面积14平方公里，总人口1987人（2001年），人口密度142人/平方公里。